# Sarang Harbour
Sarang Harbour (in der deutschen Kolonialzeit Prinz Adalbert-Hafen genannt) ist eine kleine Bucht an der Küste der Provinz Madang von Papua-Neuguinea. Sie ist damit Teil der Bismarcksee.

## Allgemeines
Die Bucht liegt an der westlichen Küste der Provinz. Sie ist etwa zwei Kilometer breit und reicht etwa einen Kilometer tief ins Land hinein. Der Karim River mündet in die Bucht, sodass diese auch als Ästuar des Flusses gelten kann. Die Gegend um die Bucht ist besiedelt, so liegen die namensgebende Sarang sowie die Siedlung Karim an der Küste der Bucht. Der North Coast Highway verläuft unmittelbar westlich.
Die Bucht liegt weiterhin an der Isumrud Strait, die die Inseln Karkar und Bagabag von Papua trennt.
Ab 1899 war die Gegend um die Bucht Teil der deutschen Kolonie Neuguinea. Sie kam 1920 unter australische Mandatsverwaltung. Während des Zweiten Weltkriegs besetzte die japanische Armee Papua. 1975 wurde sie Teil des unabhängigen Staates Papua-Neuguinea.